# Hydrochus variolatus
Hydrochus variolatus är en skalbaggsart som beskrevs av Leconte 1851. Hydrochus variolatus ingår i släktet Hydrochus och familjen gyttjebaggar. Inga underarter finns listade i Catalogue of Life.